# Provincia Jaén (Spania)
Provincia Jaén este o provincie în Andaluzia, sudul Spaniei. Capitala este Jaén.

Diviziunile Provinciei Jaén

## Localități
- Jaén
- Úbeda